# Arnd Reitemeier
Arnd Reitemeier (* 1967 in Göttingen) ist ein deutscher Historiker mit den Schwerpunkten Spätmittelalter und Landesgeschichte.
Arnd Reitemeier studierte von 1986 bis 1992 Geschichte und Anglistik, Politikwissenschaft und Pädagogik an den Universitäten Göttingen und St. Andrews. 1992 absolvierte er das Erste Staatsexamen für das Lehramt an Gymnasien. Von 1993 bis 1994 war Reitemeier freier Mitarbeiter am Deutschen Historischen Museum Berlin. Nach einem Forschungsaufenthalt 1994 in England wurde er 1996 bei Hartmut Boockmann in Göttingen promoviert. Nach einem Postdoktoranden-Stipendium an der Universität Münster war Reitemeier von 1997 bis 2002 wissenschaftlicher Assistent bei Heinrich Dormeier am Lehrstuhl für die Geschichte des Mittelalters an der Universität Kiel. Im Jahr 2002 erfolgte die Habilitation in Kiel mit der 2005 veröffentlichten Arbeit Pfarrkirchen in der Stadt des späten Mittelalters. Von 2004 bis 2008 war er Oberassistent am Lehrstuhl für die Geschichte des Mittelalters in Kiel. Seit Oktober 2008 lehrt er als Nachfolger von Ernst Schubert als Professor für niedersächsische Landesgeschichte an der Universität Göttingen. Zugleich ist er Leiter des Instituts für Historische Landesforschung. Seine Antrittsvorlesung in Göttingen hielt er im Mai 2009 zu „Herrschaft und Legitimation Herzog Wilhelms des Jüngeren (1535 bis 1592) von Braunschweig-Lüneburg und anderer geisteskranker Reichsfürsten als Forschungsaufgabe der vergleichenden Landesgeschichte“. Seit 2016 ist er ordentliches Mitglied der Akademie der Wissenschaften zu Göttingen.
Seine Forschungsschwerpunkte sind die mittelalterlichen Pfarrkirchen, die Formen der Frömmigkeit im späten Mittelalter, die Dörfer und Städte im späten Mittelalter und in der Reformationszeit, Großbritannien und Hannover im Zeitalter der Personalunion sowie die Karten als (Hilfs-)Mittel der historischen Wissenschaft. In seiner Dissertation untersuchte er die Außenpolitik im Mittelalter am Beispiel der diplomatischen Beziehungen zwischen dem Reich und England im Zeitraum von 1377 bis 1422. Reitemeier legte Untersuchungen zur Adels- und Prinzenerziehung in England und zu Günstlingen am englischen Königshof des 14. und 15. Jahrhunderts vor. Er veröffentlichte zum 500. Reformationsjubiläum ein Überblickswerk zur Reformation in Norddeutschland.

## Schriften (Auswahl)
Monographien
- Reformation in Norddeutschland. Gottvertrauen zwischen Fürstenherrschaft und Teufelsfurcht. Wallstein, Göttingen 2017, ISBN 978-3-8353-1968-4.
- Grundherrschaft und bäuerliche Lebensbedingungen. Monsenstein und Vannerdat, Münster 2006, ISBN 978-3-86582-686-2.
- Pfarrkirchen in der Stadt des späten Mittelalters. Politik, Wirtschaft und Verwaltung (= Vierteljahrschrift für Sozial- und Wirtschaftsgeschichte. Bd. 177). Steiner, Stuttgart 2005, ISBN 3-515-08548-3 (Teilweise zugleich: Kiel, Universität, Habilitations-Schrift, 2004).
- Außenpolitik im Spätmittelalter. Die diplomatischen Beziehungen zwischen dem Reich und England 1377–1422 (= Veröffentlichungen des Deutschen Historischen Instituts London. Bd. 45). Schöningh, Paderborn u. a. 1999, ISBN 3-506-72043-0 (Zugleich: Göttingen, Universität, Dissertation, 1996).

Herausgeberschaften
- Klosterlandschaft Niedersachsen. Verlag für Regionalgeschichte, Bielefeld 2021, ISBN 978-3-7395-1263-1.
- Landesgeschichte und public history (= Landesgeschichte. Bd. 3). Thorbecke, Ostfildern 2020, ISBN 978-3-7995-1382-1.
- mit Cornelia Rauh und Dirk Schumann: Kriegsbeginn in Norddeutschland. Zur Herausbildung einer „Kriegskultur“ 1914/15 in transnationaler Perspektive (= Veröffentlichungen der Historischen Kommission für Niedersachsen und Bremen. Bd. 284). Wallstein, Göttingen 2015, ISBN 978-3-8353-1710-9.
- Kommunikation und Kulturtransfer im Zeitalter der Personalunion zwischen Großbritannien und Hannover. „To prove that Hanover and England are not entirely synonymus“. Universitäts-Verlag, Göttingen 2014, ISBN 978-3-86395-173-3.